# Hygrotus marklini
Hygrotus marklini es una especie de escarabajo del género Hygrotus, familia Dytiscidae. Fue descrita científicamente por Gyllenhal en 1813.
Mide 3.1-4 mm. Es de color relativamente uniforme, marrón o marronáceo, con puntos generalmente uniformes. la cabeza es más oscura. Habita en charcos temporarioa, ricos en vegetación emergente; incluyendo charcos de agua salada. Se encuentra en Europa, el norte de Asia (excluyendo China), Norteamérica y Asia meridional.